# ミケーネ
ミケーネ（古代ギリシア語:Μυκῆναι；ミュケーナイ、現代ギリシア語:Μυκήνες；ミキネス）は、ギリシャ・ペロポネソス地方アルゴリダ県アルゴス＝ミキネス市の古代都市。ペロポネソス半島東部に位置し、ミキネスの2km西に位置する。1872年に、ハインリヒ・シュリーマンによって遺跡が発掘され、古代ギリシア以前の文明が発見された。これは、この地の名をとってミケーネ文明と呼ばれる。
近隣の都市としては、約30キロ北東にコリント、10キロ南にアルゴスが位置している。
ミケーネの遺跡は、獅子門、円形墳墓A、王室、アトレウスの墳墓が有名で、そのいずれも巨大な切り石を用いた建築である。ミノア文明のものに比べ、これらは非開放的で求心的、かつ重装備である。

## 概要
サロニコス湾から19km内陸に位置する海抜900フィート（274メートル）の丘の上に建てられている。
120キロ北東にアテネ、11キロ南にアルゴス、48キロ北にコリントが位置する。紀元前2千年紀、この場所はギリシャ世界の中心地の1つであり、その影響範囲はギリシャ南部、クレタ島、キクラデス諸島、アナトリア南西部の一部にまで及んだ。ギリシャの時代区分における紀元前1600年頃から紀元前1100年頃までの期間は、同地にちなんでミケーネ時代と呼ばれている。
紀元前1350年頃の全盛期、城塞と城下町を合わせた都市域の総面積は約30ヘクタールで、その中におよそ3万人の人口が暮らしていた。

## ギリシャ神話に伝わるミケーネ王のリスト
1. ペルセウス
2. エーレクトリュオーン
3. ステネロス
4. エウリュステウス
5. アトレウス
6. テュエステース
7. アガメムノン
8. アイギストス
9. アレーテース
10. オレステス
11. ティーサメノス

## 世界遺産

### 登録基準
この世界遺産は世界遺産登録基準のうち、以下の条件を満たし、登録された（以下の基準は世界遺産センター公表の登録基準からの翻訳、引用である）。
- (1) 人類の創造的才能を表現する傑作。
- (2) ある期間を通じてまたはある文化圏において、建築、技術、記念碑的芸術、都市計画、景観デザインの発展に関し、人類の価値の重要な交流を示すもの。
- (3) 現存するまたは消滅した文化的伝統または文明の、唯一のまたは少なくとも稀な証拠。
- (4) 人類の歴史上重要な時代を例証する建築様式、建築物群、技術の集積または景観の優れた例。
- (6) 顕著で普遍的な意義を有する出来事、現存する伝統、思想、信仰または芸術的、文学的作品と直接にまたは明白に関連するもの（この基準は他の基準と組み合わせて用いるのが望ましいと世界遺産委員会は考えている）。